# Marek Baroš (spisovatel)
Marek Baroš (* 1973 Valašské Meziříčí) je český spisovatel a dramaturg. Věnuje se literatuře, divadlu i výtvarnému umění. Působí jako divadelní a programový dramaturg místního M-klubu.

## Život a dílo
Narodil se ve Valašském Meziříčí. Je autorem básní, pohádek, románů, divadelních her. Píše scénáře, působí jako režisér, herec i výtvarník. Je divadelní dramaturg, pracuje v Divadle Zticha ve Valašském Meziříčí. Hru Single, jejímž je autorem i režisérem, uvedl Činoherní klub v Praze v roce 2022. Pro festival Světlo Valmez 2019 připravil dvě prostorové realizace.
Svou první knihu Pohádka Vánoc vydal v roce 2002 vlastním nákladem. V roce 2021 vyšla kniha Pohádky ze skládky, která byla zpracována také do dvou divadelních her, první adaptaci vytvořil sám autor a druhou uvedl loutkářský spolek Kacafírek z Chrudimi. Postapokalyptický román Les vyšel v roce 2022.